# Manuel de Ascásubi
Manuel de Ascázubi y Matheu (Quito, 30 de dezembro de 1804 – Quito, 1872) foi um político equatoriano. Sob filiação do Partido Conservador, ocupou o cargo de presidente de seu país em duas ocasiões, ambas interinamente: entre 15 de outubro de 1849 e 10 de junho de 1850; em seguida, de 16 de maio de 1869 a 10 de agosto de 1869.